# Kyle MacLachlan
Kyle Merritt MacLachlan, ameriški filmski igralec, 22. februar 1959, Yakima, Washington, ZDA.
Najbolj znan je po vlogi Dala Cooperja v filmu Twin Peaks in filmski predzgodbi Twin Peaks: Ogenj hodi z menoj. K njegovi prepoznavnosti je pripomoglo tudi večkratno sodelovanje z režiserjem Davidom Lynchem. Dve njegovi najbolj znani vlogi sta v filmu Dune iz leta 1984 v vlogi protagonista Paula Atridesa in kot Jeffrey Beaumont v filmu Modri žamet.